# Syntrichia
Syntrichia ist eine Gattung von akrokarpen Laubmoosen aus der Familie Pottiaceae.

## Merkmale
Die Moose sind den Tortula-Arten ähnlich, allgemein aber oft etwas größer und kräftiger. Sie bilden kleine bis große, grüne bis gelbbraune oder rotbraune Büschel. Die Stämmchen sind einfach oder gegabelt, die feucht abstehenden bis zurückgekrümmten Blätter sind verkehrt eiförmig, spatelförmig oder zungenförmig, selten breit länglich-lanzettlich. Die Blattränder sind flach oder umgebogen und in der Regel ganzrandig. Die Blattrippe reicht bis in die Blattspitze, tritt als kurze Spitze oder sehr oft als langes und meist gezähntes Glashaar aus.
An der Blattbasis befindet sich beidseitig der Rippe je eine etwa verkehrt U-förmige Gruppe von großen, rechteckigen, glatten, hyalinen und dünnwandigen Zellen, die gegenüber den oberen, kleineren, meist rundlich-quadratischen und stark papillösen Laminazellen deutlich abgegrenzt ist.
Die Arten sind diözisch (zweihäusig), autözisch (einhäusig) oder synözisch (zwittrig). Die rote oder braune, längliche und glatte Seta trägt eine aufrechte, gerade oder leicht gebogene zylindrische Sporenkapsel mit einem kegelförmigen Deckel und einer kappenförmigen Kalyptra. Die 32 Peristomzähne sind fadenförmig.
Die Moose besiedeln Gestein, Erde und Baumrinde. Sie sind kosmopolitisch verbreitet.

## Systematik
Syntrichia war lang der Gattung Tortula zugeordnet und wurde in neuerer Zeit von dieser als selbständige Gattung abgetrennt. Sie scheint eine monophyletische Gruppe zu sein.

## Arten
Zur Gattung Syntrichia werden nach Frey/Fischer/Stech weltweit 90 Arten gerechnet. Die Artenabgrenzung ist aber zum Teil schwierig und nicht unumstritten. Mehrere schwer unterscheidbare Arten (S. calcicola, S. densa, S. glabra, S. princeps, S. ruralis s.str., S. ruraliformis, S. subpapillosissima) werden auch zur Artengruppe Syntrichia ruralis agg. oder Syntrichia ruralis s. lat., vielfach auch als Tortula ruralis-Komplex bezeichnet, zusammengefasst.
In Deutschland, Österreich und der Schweiz sind die folgenden Arten vertreten:
- Syntrichia calcicola (Tortula calcicolens)
- Syntrichia caninervis (Tortula caninervis)
- Syntrichia densa
- Syntrichia fragilis (Tortula fragilis)
- Syntrichia glabra
- Syntrichia laevipila (Tortula laevipila)
- Syntrichia latifolia (Tortula latifolia)
- Syntrichia montana (Tortula crinita, Tortula intermedia)
- Syntrichia norvegica (Tortula norvegica)
- Syntrichia papillosa (Tortula papillosa)
- Syntrichia papillosissima (Tortula papillosissima)
- Syntrichia princeps (Tortula princeps)
- Syntrichia ruraliformis (Tortula ruraliformis)
- Syntrichia ruralis (Tortula ruralis)
- Syntrichia sinensis (Tortula sinensis)
- Syntrichia subpapillosissima (Tortula papillosissima var. submamillosa)
- Syntrichia virescens (Tortula virescens)